# Ярослав Галак
Ярослав Галак (словац. Jaroslav Halák; 13 травня 1985, м. Братислава, ЧССР) — словацький хокеїст, воротар. Виступає за «Сент-Луїс Блюз» в Національній хокейній лізі.
Виступав за «Слован» (Братислава), «Люїстон Меньякс», «Гамільтон Бульдогс» (АХЛ), «Монреаль Канадієнс».
В чемпіонатах НХЛ — 167 матчів, у турнірах Кубка Стенлі — 21 матч. В чемпіонатах Словаччини — 12 матчів, у плей-оф — 1 матч.
У складі національної збірної Словаччини провів 15 матчів; учасник зимових Олімпійських ігор 2010 (7 матчів), учасник чемпіонатів світу 2007, 2009 і 2011 (12 матчів). У складі молодіжної збірної Словаччини учасник чемпіонатів світу 2004 і 2005. У складі юніорської збірної Словаччини учасник чемпіонатів світу 2002 і 2003.
Досягнення
- Срібний призер юніорського чемпіонату світу (2003).